# Medalla de la Campanya Europea, Africana i de l'Orient Mitjà
La Medalla de la Campanya Europea-Africana-Orient Mitjà (anglès: European–African–Middle Eastern Campaign Medal) va ser una condecoració militar de les Forces Armades dels Estats Units que es va crear el 6 de novembre de 1942 per l'Ordre Executiva 9265 emesa pel president Franklin D. Roosevelt. La medalla estava destinada a reconèixer aquells membres del servei militar que havien realitzat funcions militars al Teatre Europeu (per incloure el nord d'Àfrica i l'Orient Mitjà) durant els anys de la Segona Guerra Mundial.

## Història
La medalla de la campanya EAME es va establir inicialment per l'Ordre executiva 9265, de 6 de novembre de 1942, pel president Franklin D. Roosevelt, i es va anunciar al Butlletí del Departament de Guerra 56, 1942. La medalla de la campanya d'Europa-Africa-Orient Mitjà es va atorgar com a cinta de servei a tot arreu. tota la Segona Guerra Mundial a causa del disseny de la cinta aprovat pel Secretari de Guerra el desembre de 1942.
El disseny de la medalla es va presentar a la Comissió de Belles Arts el 17 de setembre de 1946 i la primera mostra es va completar el juliol de 1947. El primer destinatari de la Medalla de la Campanya d'Europa-Àfrica-Orient Mitjà va ser el general de l'exèrcit Dwight Eisenhower el 24 de juliol de 1947 en reconeixement del seu servei com a comandant suprem de la força expedicionària aliada durant la Segona Guerra Mundial.
Els criteris es van anunciar inicialment a la Circular 84 del Departament de l'Exèrcit (DA), datada el 25 de març de 1948, i posteriorment es van publicar al Reglament de l'exèrcit 600–65, de data 22 de setembre de 1948.La contrapartida del Teatre del Pacífic a la Medalla de la Campanya Europea-Africana-Orient Mitjà va ser la Medalla de la Campanya Asiàticopacífica.

## Criteris de concessió
Coneguda originalment com la "cinta EAME", la Medalla de la Campanya d'Europa-Àfrica-Orient Mitjà s'atorgà per a qualsevol servei realitzat entre el 7 de desembre de 1941 i el 2 de març de 1946, inclosos, sempre que aquest servei s'hagués realitzat en les següents àrees geogràfiques del teatre: 
- Límit oest. Des del pol nord, cap al sud pel meridià 75 de longitud oest fins al paral·lel 77 de latitud nord, des d'aquí al sud-est a través de l'estret de Davis fins a la intersecció del paral·lel 40 de latitud nord i el meridià 35 de longitud oest, des d'aquí cap al sud per aquest meridià fins al paral·lel 10 latitud nord, des d'allí al sud-est fins a la intersecció de l'equador i el meridià 20 longitud oest, des d'allí pel meridià 20 de longitud oest fins al pol sud.
- Límit est: des del pol nord, al sud al llarg del meridià 60 de longitud est fins a la seva intersecció amb la frontera oriental de l'Iran, des d'allí al sud per aquesta frontera fins al golf d'Oman i la intersecció del meridià 60 de longitud est, des d'allí cap al sud al llarg del meridià 60 de longitud est fins al pol sud.[4]

## Disseny
| Anvers · Revers |

L'anvers de la medalla va ser dissenyat pel Sr. Thomas Hudson Jones basant-se en la sol·licitud del general Eisenhower que la medalla inclogués una escena d'invasió. El revers va ser dissenyat per Adolph Alexander Weinman i és el mateix disseny que s'utilitza al revers de les medalles de la campanya asiaticopacífica i nord-americana.
La medalla de bronze és 13⁄8 de polzada (35 mm) de diàmetre. A l'anvers hi ha una llanxa de desembarcament LST i tropes desembarcant sota foc amb un avió al fons sota les paraules EUROPEAN AFRICAN MIDDLE EASTERN CAMPAIGN (CAMPANYA EUROPEA AFRICA ORIENT MITJÀ) . Al revers, una àguila calba americana tanca entre les dates 1941 - 1945 i les paraules UNITED STATES OF AMERICA (ESTATS UNITS D'AMÈRICA).
La cinta és 13⁄8 de polzada (35 mm) d'amplada i consta de les franges següents:
- 3⁄16 de polzada (4,8 mm) en Marró 67136 que representa les sorres d'Àfrica;
- 1⁄16 de polzada (1,6 mm) cadascuna de Verd irlandès 67189, Blanc 67101 i Escarlata 67111, representant Itàlia;
- 1⁄4  de polzada (6,4 mm) de Verd irlandès 67189, representant els camps verds d'Europa;
- 1⁄24 polzades (1,1 mm) cadascun de Blau Glòria Antiga 67178, Blanc 67101 i Escarlata 67111, extret de la cinta de la medalla del Servei de Defensa Americana i es refereix a la continuïtat de la defensa nord-americana després de Pearl Harbor;
- 1⁄4  de polzada (6,4 mm) de Verd irlandès 67189, que de nou representa els camps verds d'Europa;
- 1⁄16 de polzada (1,6 mm) cadascun Blanc 67101, Negre 67138 i Blanc 67101  representant Alemanya; i finalment
- 3⁄16 de polzada (4,8 mm) en Marró 67136 que, de nou, representa les sorres d'Àfrica;

## Insígnies
Per als membres del servei que van participar en una o més campanyes militars designades, les estrelles de campanya estan autoritzades a portar-se a la medalla. La insígnia de punta de fletxa també està autoritzat per ser utilitzat a la medalla per a aquells que van participar en aterratges d'assalt aerotransportat o amfibi. La insígnia de l'operació de combat de la Fleet Marine Force també està autoritzada per portar-la a la medalla per als mariners adscrits al Cos de Marines.

## Campanyes de l'Exèrcit dels Estats Units
Les campanyes militars següents són reconegudes per les estrelles de la campanya a la Medalla de la Campanya d'Europa-Àfrica-Orient Mitjà.
Per als membres del servei que van veure combat però no van participar en una campanya designada, les següents "campanyes generals" estan autoritzades a la Medalla de la Campanya d'Europa-Àfrica-Orient Mitjà, denotada per les estrelles de la campanya.
- Antisubmarí 7 desembre 41 - 8 maig 1945
- Combat terrestre 7 desembre 41 - 8 maig 1945
- Combat aeri: 7 desembre 41 - 8 maig 1945

## Campanyes de la Marina dels Estats Units
Les nou campanyes de la Marina dels Estats Units reconegudes oficialment al Teatre Europeu d'Operacions són:
- Ocupació nord-africana: desembarcaments aliats al nord d'Àfrica
- Ocupació siciliana: desembarcaments aliats a Sicília
- Desembarcaments de Salern: desembarcaments aliats al sud d'Itàlia
- Operacions a la costa oest d'Itàlia (1944): desembarcament aliat a Anzio i subministrament posterior del cap de pont d'Anzio
- Invasió de Normandia: desembarcament aliat a Normandia
- Operació al nord-est de Groenlàndia
- Invasió del sud de França: desembarcaments aliats al sud de França
- Reforç de Malta: combois aliats per proveir Malta assetjada
- Escolta, antisubmarí, guàrdia armada i operacions especials: 7 de desembre de 1941 - 2 de setembre de 1945